# توبوكورارين كلوريد
توبوكورارين كلوريد (بالإنجليزية: Tubocurarine chloride)‏ يُعرف أيضًا باسم (d-tubocurarine) اختصاراً (DTC) هو مركب كيميائي عبارة عن الملح الكلوريدي من مادة توبوكورارين، وهو عبارة عن مركب قلوي سام كان يستخدم سابقاً في صناعة السهام المسممة. وفي منتصف القرن العشرين، تم استخدامه طبيا جنبًا إلى جنب مع أدوية التخدير لتوفير استرخاء للعضلات الهيكلية أثناء الجراحة أو التهوية الميكانيكية نادرًا ما يستخدم الآن كعامل مساعد للتخدير السريري لتوفر البدائل الأكثر أمانًا مثل روكورونيوم بروميد. ويتواجد بشكل طبيعي في لحاء وساق نبات البذر القمرية.